# AT-T
AT-T（ロシア語: Артиллерийский Тягач, Тяжёлый）は、1940年代後半にソビエト連邦で開発された装軌式の砲兵トラクターである。
AT-Tの名称はロシア語で"重砲兵トラクター"の意味である。

## 概要
AT-Tは、1940年代中頃よりT-54戦車の走行装置を流用して開発された車両で、25トンの牽引力と5トンの積載能力を持っている。オリジナルのT-54はエンジン・変速機・起動輪を車体後部に搭載していたが、AT-Tではこれらの駆動装置は車体前方に搭載されている。
車体上部は非装甲のカーゴトラックのような形状で、運転台部分はZiS-150あるいはZIL-164のキャブをベースに幅を広げ、乗員4名が搭乗可能なものとなっている。
AT-Tの最初の試作車は、1947年の終わりにハリコフ工場で製造され、モスクワのクビンカ基地までの走行試験を行い優秀なパフォーマンスを見せた。AT-Tの開発責任者であったアレクサンドル・モロゾフは、開発元となったT-54の成功もあり、1948年のスターリン賞を授与されている。
AT-Tはソ連軍、東ドイツ軍などで運用された他、軍から放出された車両が民間でも使用されている。

## 派生型
AT-Tは何種類かの特殊車両のベースとしても活用されている。
BTM
(ロシア語: БТМ) - 1950年代に開発された塹壕掘削用の工兵車両。
BTM-3
(ロシア語: БТМ-3) - 1970年代に開発された塹壕掘削用の工兵車両。
BAT
(ロシア語: БАТ) - 障害物除去などに使用されるドーザー（プラウ）装備車両。
BAT-M
(ロシア語: БАТ-М) - 障害物除去などに使用されるドーザー（プラウ）装備車両。
MDK-2
(ロシア語: МДК-2) - 掘削用ドーザーを装備した工兵車両。
P-40 レーダー
GRAUインデックスの1S12（1С12）でも知られる防空用レーダー搭載車両。NATOコードネーム ”ロングトラック"（Long Track）。AT-TはT-54と同じ片側5個の転輪を持つが、P-40は車体が延長されており、転輪が片側7個に増やされている。

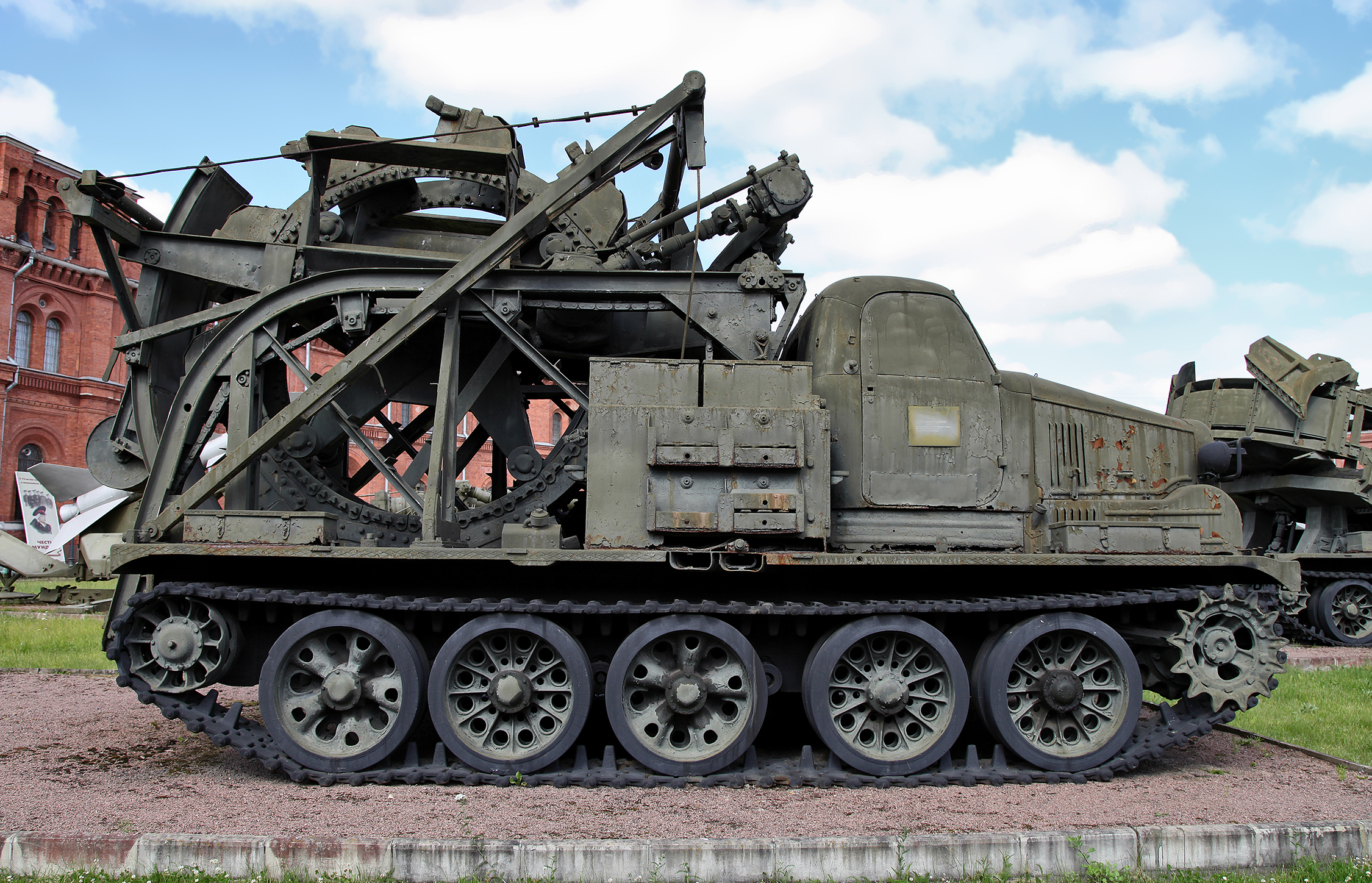
BTM-3
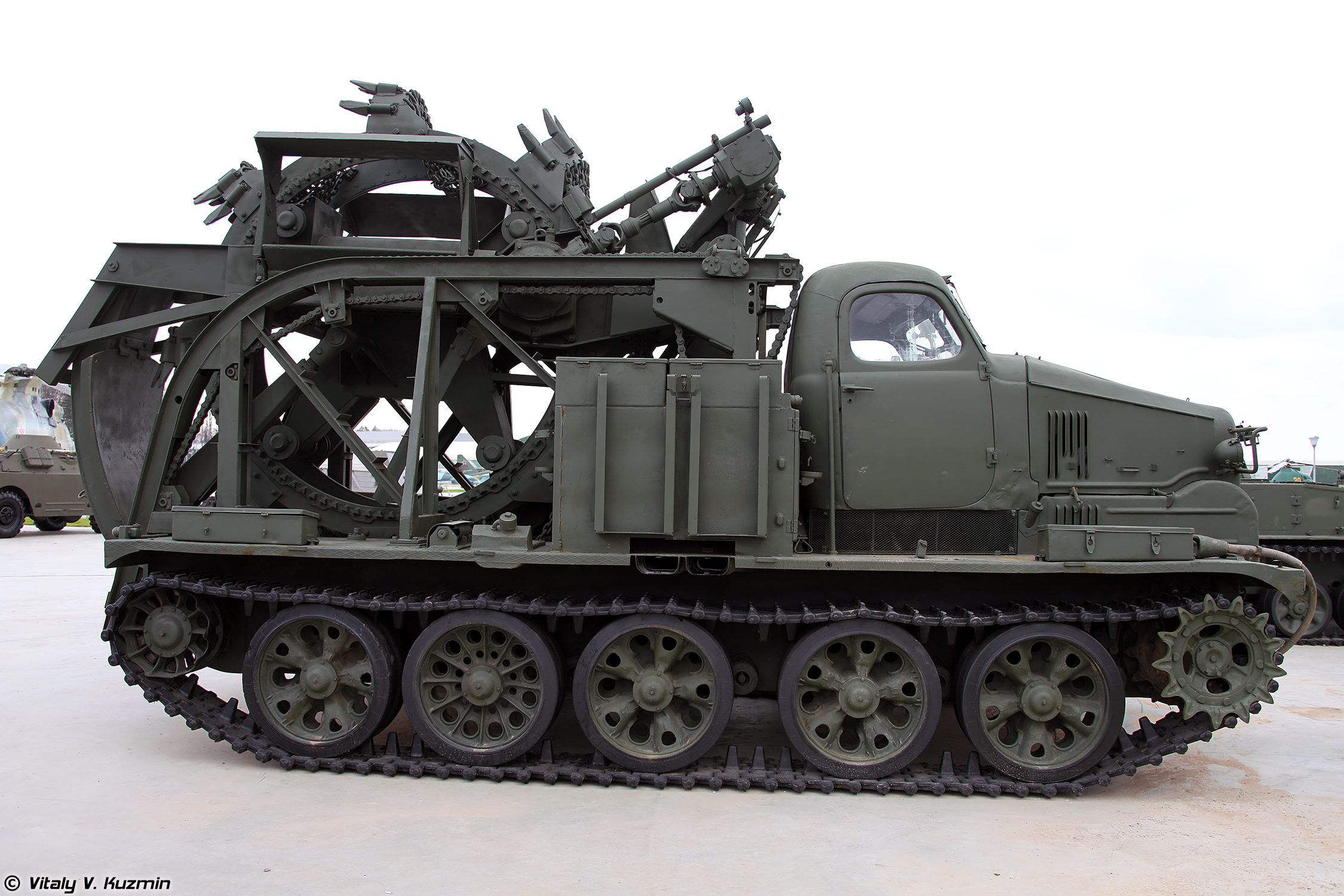
BTM-3
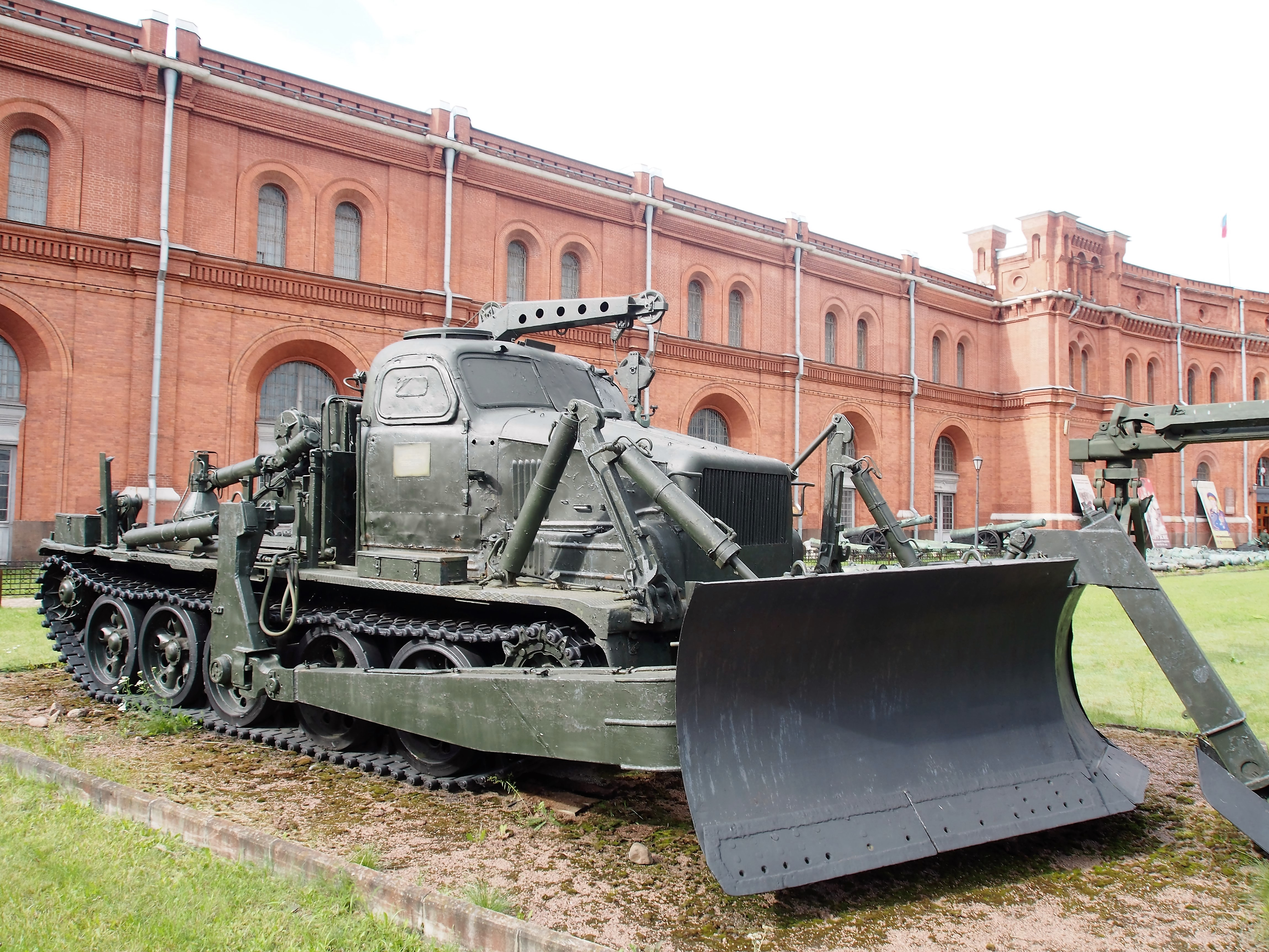
BAT-M
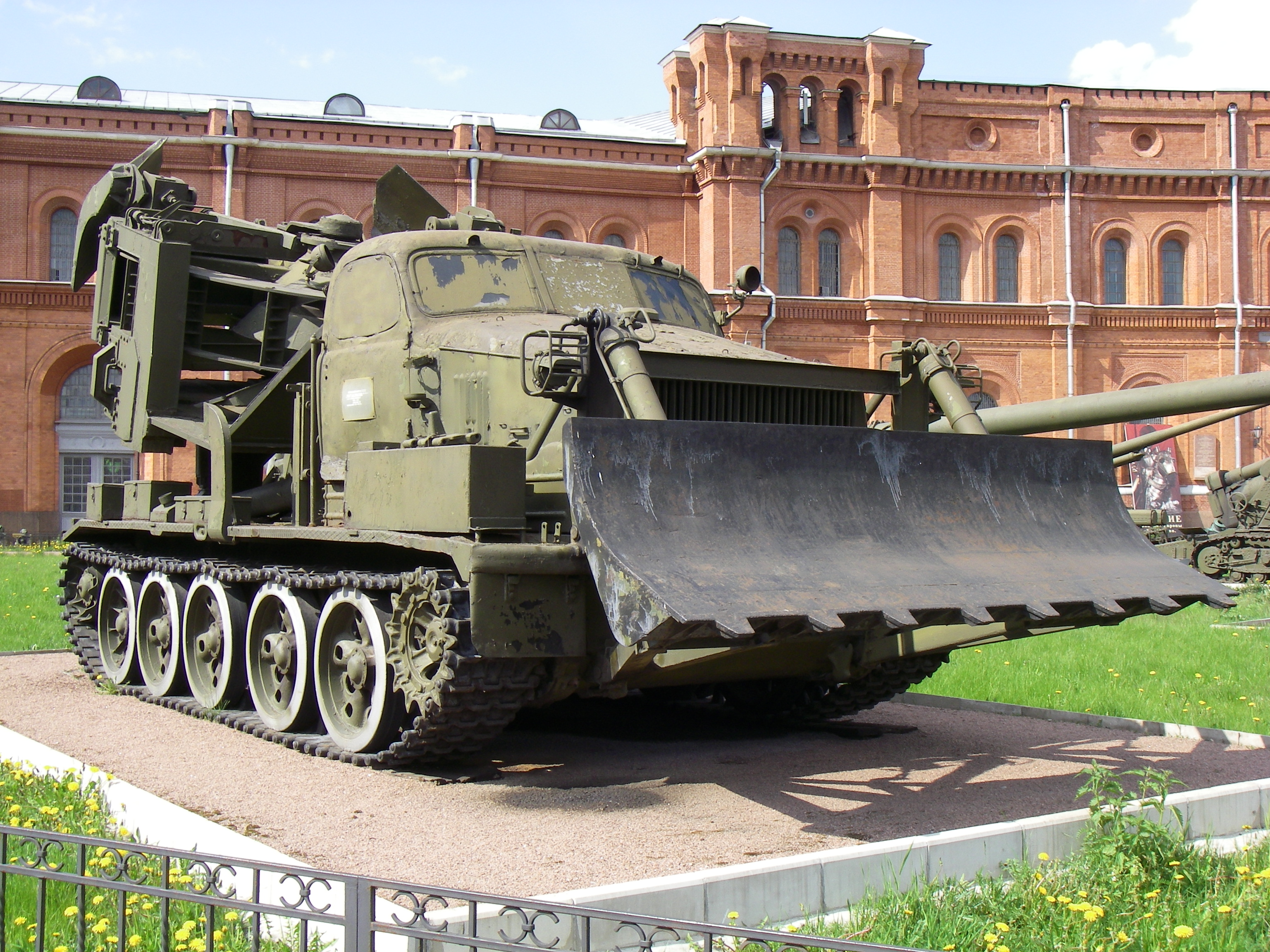
MDK-2
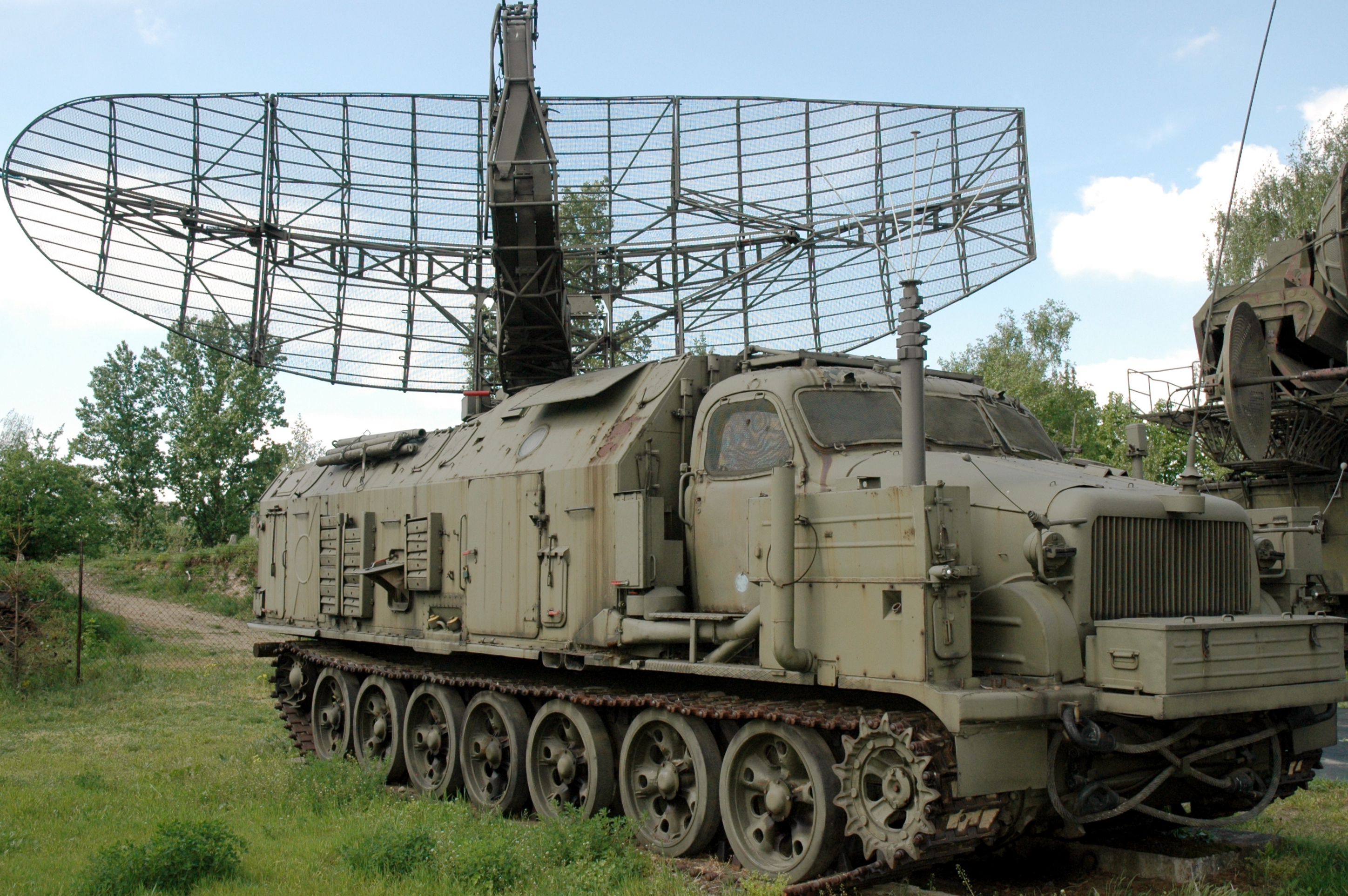
P-40